# Lijst van voormalige universiteiten
Hieronder een lijst van universiteiten die niet meer bestaan:

## België
- Universiteit Leuven (1425-1797) (wel voortzetting in KU Leuven)
- École centrale van Brussel (1797-1802)
- Université impériale te Brussel (1806-1815-1817)
- Rijksuniversiteit Leuven (1817-1835)
- Katholieke Universiteit van Mechelen (1834-1835)

## Nederland
- Kwartierlijke Academie van Nijmegen (1655-1682)
- Universiteit van Harderwijk (1648-1811)
- Universiteit van Franeker (1585-1811)

## Duitsland
- Universiteit van Altdorf (1622-1809)
- Oude Universiteit van Duisburg (1655-1818)
- Universiteit van Dillingen (1551-1803)
- Universiteit van Fulda (1734-1805)
- Universiteit van Helmstedt (1576-1810)
- Universiteit van Rinteln (1619-1809)
- Universiteit van Steinfurt (1588-1811)

## India
- Nalanda

## Russische Federatie
- Albertina-universiteit in Koningsbergen (1544-1945)

## Verenigd Koninkrijk
- Universiteit van Northampton (1261–1264)